# Vékonycsőrű pirók
A vékonycsőrű pirók (Procarduelis nipalensis) a madarak osztályának verébalakúak (Passeriformes) rendjébe és a pintyfélék (Fringillidae) családjába tartozó Procarduelis nem egyetlen faja.

## Rendszerezése
A fajt  Brian Houghton Hodgson német ornitológus írta le 1836-ban, a Carduelis nembe Carduelis nipalensis néven. Sorolták a Carpodacus nembe Carpodacus nipalensis néven.

## Alfajai
- Procarduelis nipalensis kangrae (Whistler, 1939) - a Himalája nyugati része
- Procarduelis nipalensis nipalensis (Hodgson, 1836) - a Himalája középső és keleti része, közép-Kína, északkelet-Mianmar és északnyugat-Vietnám

## Előfordulása
Bhután, Kína, India, Laosz, Mianmar, Nepál, Pakisztán, Thaiföld és Vietnám területén honos. Természetes élőhelyei a mérsékelt övi erdők és cserjések. Magassági vonuló.

## Megjelenése
Testhossza 16 centiméter, testtömege 20-24 gramm.
|  |  |

## Természetvédelmi helyzete
Az elterjedési területe nagyon nagy, egyedszáma pedig stabil. A Természetvédelmi Világszövetség Vörös listáján nem fenyegetett fajként szerepel.